# Plan Composants
Le Plan Composants, qui a pris la suite du Plan Calcul, était un plan gouvernemental français lancé en 1978 par le ministère de l'industriels, destiné à accélérer le développement de l'industrie française des circuits intégrés 

## Historique et objectifs
Les composants électroniques sont un des "trois dossiers clés" de la filière pour les pouvoirs publics, au même titre que l'informatique et les télécoms, soulignent le journaliste du Monde Eric Le Boucher et l'économiste Jean-Hervé Lorenzi, dans leur livre "Mémoires volées", paru en 1979 aux Editions Ramsay, qui distingue trois phases pour le Plan Calcul, seule celle allant de 1971 à 1974 ayant vraiment eu des ambitions, alors que la première est marquée par les réticences de l'un des actionnaires de la CII, la CGE, via sa filiale Compagnie européenne d'automatisme électronique, à investir et se positionner sur les technologies d'avenir, préférant la sécurité et la rentabilité de l'informatique de gestion ce qui a déclenché dès le mois de décembre 1966, pour protester la démission de François-Henri Raymond, PDG de la Société d'électronique et d'automatisme, l'autre actionnaire de la CII.

### Premier "plan composants" d'avril 1967
Un premier plan Composants avait été annoncé en avril 1967, au moment où CSF publie un gros déficit, sous le vocable de « plan électronique professionnelle », afin de parer à la quasi-absence de production française, alors que de nouvelles générations de puces américaines sont lancées.
Mais en 1968 les crédits de ce plan sont divisés par trois. Puis ils remontent un peu en 1968 mais restent stables et très modestes jusqu'en 1972, où ils ne pèsent que 10% des crédits à l'informatique malgré la pénurie et les besoins, selon les totaux de la commission des finances. 

### Contexte  technologique mouvant
Autre difficulté, la technologie évolue très vite aux Etats-Unis. En 1971, lorsque la CII commercialise ses propres ordinateurs de nouvelle génération, visant l'informatique distribuée sous une forme de complémentarité entre son nouvel IRIS 80 et le Mitra 15 ils comportent près de 90 % de circuits intégrés américains, en particulier de Texas Instruments, société américaine qui a mis au point les circuits intégrés les plus modernes et adaptés à ce projet de la CII.
En 1965, la loi de Moore veut que le nombre de transistors dans les circuits intégrés en silicium double tous les 18 mois et depuis 1968 Gordon Moore a quitté Fairchild Semiconductor pour fonder avec Robert Noyce, inventeur des circuits intégrés la société Intel à Santa Clara dans la Silicon Valley, avec un premier processeur vendu en 1971 au japonais Busicom et inventé par deux chercheurs d’Intel, Marcian Hoff et Stan Mazor, en réunissant sur un seul circuit l’ensemble des composants jusque-là interconnectés", en vue d'une forte "augmentation de la vitesse de fonctionnement et de la fiabilité", pour une moindre "consommation énergétique" et "taille des ordinateurs".
Marcian Hoff et Stan Mazor ont travaillé l'architecture dès 1969, Federico Faggin dirigeant le projet d'avril 1970 à juin 1971, tandis qu'un nouveau directeur commercial, Ed Gelbach, qui avait travaillé avec Gary Boon sur les projets de microprocesseurs chez Texas Instruments, perçoit rapidement le potentiel en plaçant une publicité le vantant dans l'édition du 15 novembre 1971 de la revue Electronic News, créée en 1957,.

### Hausse du taux de couverture entre 1970 et 1979
Cependant, ce premier plan électronique professionnelle « portera ses fruits avec un taux de couverture de 117,6 en 1979 pour 98,5 en 1970 ». Mais entre-temps, de nouveaux produits apparaissent et une seule entreprise française rivalise, la Sescosem, filiale de Thomson, que l'Etat a continué à aider, ce qui se traduit par un marché des composants électroniques où les importations assurent encore 54 % des ventes.

### Les sites existants lors des plans Composants

#### Grenoble, années 1950 et ensuite
Au milieu des années 1950 est créé l'usine de semi-conducteurs de la Cosem, qui deviendra en 1968, par fusion, la Sescosem. Dix ans après, 1500 personnes y travaillent, produisant 50 millions de diodes et 15 millions de transistors par an. La Sescosem est utilisée comme une « seconde source » par Texas Instruments et a IBM comme principal client. Elle a 20 % du marché français en 1968 mais plus que en 16 % en 1978.
Fondé en 1956, le CENG (Centre d’Etudes Nucléaires de Grenoble) a un service d’électronique, dirigé par Michel Cordelle, le groupe centré sur l’étude des transistors MOS (métal-oxyde-semi-conducteur), l'étant par Jacques Lacour. Le 10 octobre 1967 est fondé le Léti (Laboratoire d’électronique et de technologie de l’information).
En 1971, plusieurs dizaines d'ingénieurs de l'Institut polytechnique de Grenoble, développent le site grenoblois de la Télémécanique et ses 300 salariés, l'obligeant à ouvrir en 1971 une seconde usine à Échirolles, employant cette fois 800 personnes, pour la conception matérielle et logicielle, l'intégration et la maintenance des ordinateurs, tandis que la filière électronique locale est dopée par une grande fusion, entre l'usine grenobloise de la Compagnie des signaux sans-fil (CSF) avec celle de Thomson, pour fonder la Sescosem, qui décroche des contrats avec IBM et Texas Instruments.

#### Aix-en-Provence, années 1960
Sesco s'installe au début 1962 près de la gare de marchandises d'Aix-en-Provence (située dans les Allées Provençales actuelles) et fabrique des transistors. Elle compte alors plus de quatre cents employés, femmes pour l'essentiel. La Sescosem est utilisée comme une « seconde source » par Texas Instruments et a IBM comme principal client. Elle a 20 % du marché français en 1968 mais plus que en 16 % en 1978.

#### Toulouse, années 1960
Les premiers bâtiments définitifs de la CII et Motorola dans la ville nouvelle de Toulouse-Le Mirail, où un terrain de 20 hectares est vendu pour 1 franc, ont été achevés tous les deux à la fin de 1968, avec pour premiers clients le Centre national d'études spatiales (CNES) « implanté à la même époque à Toulouse avec son cortège d'écoles et de laboratoires ».
C'est la première implantation à l’étranger de de Motorola, à la recherche depuis 1966 d'une usine en Europe. Le fabricant américain a été séduit par la deuxième des universités scientifiques de France par la taille. 
La proximité de la montagne et de la mer facilite aussi l’attrait de spécialistes étrangers. Etienne-Jean Cassignol, maître de conférences à l’INSA de Toulouse et auteur d'une thèse sur les semi-conducteurs, dirige l'usine Motorola,, qui dès 1972 employait 2000 personnes, dont 150 ingénieurs, et qui vers la fin des années 70 va y déployer une activité de « front end », fabrication de plaquettes, pour produire à la fois des circuits discrets et circuits intégrés, le site devenant plus tard "Freescale".
En 1966-1967, Paris a entrevu une association prometteuse entre les deux d'investissements simultanés de la CII et de l'Américain et souhaitait introduire des capitaux français dans Motorola, dont les envoyés optèrent pour Toulouse.
Le gouvernement français demanda à la CII de suivre plutôt que rester intéressée à Grenoble car la main-d'œuvre se  faisait rare près de la frontière suisse, où Motorola était  déjà installé à Ferney-Voltaire (Ain). Elle abondait au contraire à Toulouse. Ainsi, le gouvernement « entrevoit un développement des relations aériennes internationales des villes du Sud-Ouest », alors que l'usine de Saint-Egrève, construite en 1955 près de Grenoble pour le marché national, n'a pas besoin d'une bonne desserte aérienne.
Celles de Villeneuve-Loubet (TI) et d'Essonne (IBM)s, spécialisées en 1965 dans les seuls composants, constatent que les prix des circuits intégrés baissent rapidement après 1965, grâce aux grandes séries fabriquées, et que la part du coût de main-d'œuvre d'atelier augmente.
L'acte de cession des 21 hectares de terrain aménagés par la ville de Toulouse, dans la ZUP du Mirail, est signé dans le bureau du maire, Louis Bazerque le 18 mars, Etienne Cassignol, directeur de Motorola-France, annonçant que les travaux commenceront fin mars, pour une usine qui sera "prête à entrer en activité dans un an" avec "dans un premier temps" 1500 emplois", puis 5000 vers 1970", aux trois-quarts des femmes. 
Les deux usines de Toulouse sont voisines et complémentaires, celle de Motorola pour les composants en circuits intégrés et celle de la CII pour assembler des ordinateurs. Dès mars 1968, un peu plus d'un an après la création de la CII, l’Etat français décide d'une usine à Toulouse, dont la première tranche voit le jour en juillet
1968.. 
L’automne 1968 voit l’arrivée des premiers personnels de la CII à Toulouse sur le centre spatial de Rangueil avec le CNES.
Mais c'est à la mi-1969 qu'ont lieu des embauches « par centaines » à Basso Cambo sur le centre de production principal , proche de l'usine de composants électroniques de Motorola et qui sera repris les décennies suivantes sera repris par Thomson puis par Thalès.
C'est dans l’usine de Toulouse que doit « être progressivement implanté ou réimplanté, au cours de l’année 1969 », l’essentiel de la production de série de la CII, prenant le relais de celle réalisée aux Clayes, y compris le projet de « 10 010, petit système économique à usage industriel, terminaux de télétraitement », sur fond de besoin de plus en plus pressant d’ « informaticiens » .
En 1971, la CII a déjà « développé » le Mitra 15 pour prendre le relais du CII 10010, "petit système économique à usage industriel, terminaux de télétraitement",.
En 1972, le Premier ministre Pierre Messmer vient à l'usine CII de Toulouse, où il est produit, déclarer que « la CCI est un bon exemple de politique industrielle », la concurrence plus forte se traduit par une baisse de 2% à 5% des matériels, tandis que le chiffre d'affaires des SSSI françaises passe  de 0,9 à 1,6 million de francs entre 1971 et 1974. La CII a aussi trois centres industriels, tous en région parisienne (Vélizy, Les Clayes sous Bois et Louveciennes), et installé 130 systèmes à l'export pour des clients dans 15 pays étrangers, en plus d'avoir 13% du marché français de l'informatique au sens large (16% de celui des administrations). et 
Alors que l'usine de semi-conducteurs de la Cosem à Saint-Egrève, qui deviendra en 1968, par fusion, la Sescosem, employait en 1964 environ 1500 personnes, produisant 50 millions de diodes et 15 millions de transistors par an, l'effectif du secteur électronique à Toulouse passe de 168 à 4255 personnes entre 1968 et 1973, essentiellement des femmes de la région, et de juin 1971 à juillet 1972, l'effectif de l'usine toulousaine de la CII augmente de 50 %, avec tous les ordinateurs Iris désormais montés à Toulouse et le « succès du Mitra 15 ».

#### Villeneuve-Loubet, années 1960
L'usine de Villeneuve-Loubet est ouverte en 1963 par Texas Instruments. Ses dirigeants acceptent de la faire visiter à ceux de Motorola, lorsque ces derniers prévoient en 1966-1967 d'en ouvrir une à Toulouse, et ils proposent ensuite à leur tour aux dirigeants de usine  Texas Instruments de Villeneuve-Loubet de visiter celle de Toulouse, ouverte en 1968.

## Projets d'informatique distribuée
Dans les années qui suivent, l'émergence du mini-ordinateur va faire émerger les projets d'informatique distribuée, gourmande en composantes électroniques, au sein de la CII et chez DEC, suivis ensuite par IBM, et il fut décidé d'allouer 120 millions de francs aux producteurs français, le double de ce qui était perçu par la Sescosem.